# Erythropterus cuissi
Erythropterus cuissi är en skalbaggsart som beskrevs av Dilma Solange Napp och Monné 2005. Erythropterus cuissi ingår i släktet Erythropterus och familjen långhorningar. Inga underarter finns listade i Catalogue of Life.